# Zurich Open
Zurich Open (Цюрих Оупен) — тенісний турнір WTA, Відкритий чемпіонат Цюриху з тенісу серед жінок. З 2008 має ІІ категорію турніру (до цього І кат.).

## Усі фінали

### Одиночний розряд
| Рік   | Чемпіон           | Фіналіст            | Рахунок             |
| ----- | ----------------- | ------------------- | ------------------- |
| 1984  | Зіна Гаррісон     | Клаудія Коде-Кільш  | 6-1, 0-6, 6-2       |
| 1985  | Зіна Гаррісон     | Гана Мандлікова     | 6-1, 6-3            |
| 1986  | Штеффі Граф       | Гелена Сукова       | 4-6, 6-2, 6-4       |
| 1987  | Штеффі Граф       | Гана Мандлікова     | 6-2, 6-2            |
| 1988  | Пем Шрайвер       | Мануела Малеєва     | 6-3, 6-4            |
| 1989  | Штеффі Граф       | Яна Новотна         | 6-1, 7-6(6)         |
| 1990  | Штеффі Граф       | Габріела Сабатіні   | 6-3, 6-2            |
| 1991  | Штеффі Граф       | Тозья Наталі        | 6-4, 6-4            |
| 1992  | Штеффі Граф       | Мартіна Навратілова | 2-6, 7-5, 7-5       |
| 1993  | Мануела Малеєва   | Мартіна Навратілова | 6-3, 7-6(1)         |
| 1994  | Магдалена Малеєва | Наташа Звєрєва      | 7-5, 3-6, 6-4       |
| 1995  | Іва Майолі        | Марі П'єрс          | 6-4, 6-4            |
| 1996  | Яна Новотна       | Мартіна Хінгіс      | 6-2, 6-2            |
| 1997  | Ліндсі Девенпорт  | Тозья Наталі        | 7-6(3), 7-5         |
| 1998  | Ліндсі Девенпорт  | Вінус Вільямс       | 7-5, 6-3            |
| 1999  | Вінус Вільямс     | Мартіна Хінгіс      | 6-3, 6-4            |
| 2000  | Мартіна Хінгіс    | Ліндсі Девенпорт    | 6-4, 4-6, 7-5       |
| 2001  | Ліндсі Девенпорт  | Єлена Докич         | 6-3, 6-1            |
| 2002  | Патті Шнідер      | Ліндсі Девенпорт    | 6-7(5), 7-6(8), 6-3 |
| 2003  | Жустін Енен       | Єлена Докич         | 6-0, 6-4            |
| 2004  | Алісія Молік      | Марія Шарапова      | 4-6, 6-2, 6-3       |
| 2005  | Ліндсі Девенпорт  | Патті Шнідер        | 7-6(5), 6-3         |
| 2006  | Марія Шарапова    | Даніела Гантухова   | 6-1, 4-6, 6-3       |
| 2007  | Жустін Енен       | Головін Татьяна     | 6-4, 6-4            |
| 2008  | Вінус Вільямс     | Флавія Пеннетта     | 7–6(1), 6–2         |
| 2009- | Не проводиться    | Не проводиться      | Не проводиться      |

### Парний розряд
| Рік   | Чемпіон                              | Фіналіст                              | Рахунок             |
| ----- | ------------------------------------ | ------------------------------------- | ------------------- |
| 1984  | Лінд Андреа Темешварі Андреа         | Клаудія Коде-Кільш Гана Мандлікова    | 6-1, 6-3            |
| 1985  | Гана Мандлікова Темешварі Андреа     | Клаудія Коде-Кільш Гелена Сукова      | 6-4, 3-6, 7-5       |
| 1986  | Штеффі Граф Габріела Сабатіні        | МакНейл Лорі Мілтон Алісія            | 1-6, 6-4, 6-4       |
| 1987  | Ерман Наталі Паскаль Параді          | Яна Новотна Сюїр Катерін              | 6-3, 2-6, 6-3       |
| 1988  | Демонгот Ізабель Тозья Наталі        | Клаудія Коде-Кільш Гелена Сукова      | 6-3, 6-3            |
| 1989  | Яна Новотна Гелена Сукова            | Польц-Віснер Юдіт Тозья Наталі        | 6-3, 3-6, 6-4       |
| 1990  | Болеграф Манон Пфаф Ева              | Суре Катерін Ренсбург Дінкі           | 7-5, 6-4            |
| 1991  | Яна Новотна Штрнадова Андреа         | Зіна Гаррісон МакНейл Лорі            | 6-4, 6-3            |
| 1992  | Гелена Сукова Наташа Звєрєва         | Мартіна Навратілова Пем Шрайвер       | 7-6(5), 6-4         |
| 1993  | Зіна Гаррісон Мартіна Навратілова    | Джиджі Фернандес Наташа Звєрєва       | 6-3, 5-7, 6-3       |
| 1994  | Болеграф Манон Мартіна Навратілова   | Фендік Патті МакГрат Мередіт          | 7-6(3), 6-1         |
| 1995  | Аренд Ніколь Болеграф Манон          | Чанда Рубін Віс Кароліна              | 4-6, 7-6(4), 6-4    |
| 1996  | Мартіна Хінгіс Гелена Сукова         | Аренд Ніколь Наташа Звєрєва           | 7-5, 6-4            |
| 1997  | Мартіна Хінгіс Аранча Санчес Вікаріо | Лариса Савченко-Нейланд Гелена Сукова | 4-6, 6-4, 6-1       |
| 1998  | Серена Вільямс Вінус Вільямс         | де Швардт Маріан Олена Татаркова      | 5-7, 6-1, 6-3       |
| 1999  | Ліза Реймонд Ренне Стаббс            | Тозья Наталі Наташа Звєрєва           | 6-2, 6-2            |
| 2000  | Мартіна Хінгіс Курнікова Анна        | По Кімберлі Шідот Ані                 | 6-3, 6-4            |
| 2001  | Ліндсі Девенпорт Ліза Реймонд        | Тестюд Сандрін Роберта Вінчі          | 6-3, 2-6, 6-2       |
| 2002  | Бовіна Олена Жустін Енен             | Єлена Докич Надія Петрова             | 6-2, 7-6(2)         |
| 2003  | Кім Клейстерс Суґіяма Ай             | Вірхінія Руано Паскуаль Паола Суарес  | 7-6(3), 6-2         |
| 2004  | Кара Блек Ренне Стаббс               | Вірхінія Руано Паскуаль Паола Суарес  | 6-4, 6-4            |
| 2005  | Кара Блек Ренне Стаббс               | Даніела Гантухова Суґіяма Ай          | 6-7(6), 7-6(4), 6-3 |
| 2006  | Кара Блек Ренне Стаббс               | Лізель Губер Катарина Среботнік       | 7-5, 7-5            |
| 2007  | Квета Пешке Ренне Стаббс             | Ліза Реймонд Франческа Ск'явоне       | 7-5, 7-6(1)         |
| 2008  | Кара Блек Лізель Губер               | Анна-Лена Гренефельд Патті Шнідер     | 6–1, 7–6(3)         |
| 2009- | Не проводиться                       | Не проводиться                        | Не проводиться      |